# Pholodes nigrescens
Pholodes nigrescens är en fjärilsart som beskrevs av W. Warren 1893. Pholodes nigrescens ingår i släktet Pholodes och familjen mätare. Inga underarter finns listade i Catalogue of Life.